# 3. tisíciletí
3. tisíciletí podle Gregoriánského kalendáře začalo 1. ledna 2001 a skončí 31. prosince 3000.
Pro nedávnou minulost a blízkou budoucnost viz heslo 21. století.

## Očekávané události

### Astronomie a technologie
- 2060 – konjunkce pěti planet Sluneční soustavy (Merkur, Venuše, Mars, Jupiter, Saturn)
- 2114[1] – Pluto v aféliu (poprvé od objevení)
- 2125 – Průchod planety Neptun aféliem (podruhé od jejího objevení)[1]
- 2135 (7. října) – úplné zatmění Slunce viditelné na území Česka (poprvé od roku 1706).
- 2182 – planetka Bennu (1999 RQ36) může zasáhnout Zemi
- 2253 – Merkur zakryje Regulus (poprvé od roku 363 př. n. l.)
- 2400 – Venuše zakryje Antares (poprvé od roku 525 př. n. l.)
- 2846 (16. prosince) – přechod Venuše přes sluneční disk; půjde o poslední úplný přechod a předposlední přechod celkově v rámci současné podoby 243letého cyklu[2]
- 2854 (14. prosince) – částečný přechod Venuše přes sluneční kotouč s vrcholem ve 12:19 UTC; tímto přechodem skončí současná podoba 243letého cyklu 4 přechodů Venuše po dvojicích oddělených 8 lety, nadále budou v rámci cyklu probíhat pouze 3 přechody[2]
- 2880 – 16. března – planetka (29075) 1950 DA (průměr asi 1,2 km) se těsně přiblíží k Zemi; pravděpodobnost střetu se Zemí je velmi nízká.[3]

## Představy umělců ve sci-fi

### Film
- ????? - Pane, vy jste vdova (1970)
- 2012 – 2012 (2009)
- 2015 – Návrat do budoucnosti II (1989)
- asi 2022 – Equilibrium (2002)
- 2027 – Potomci lidí (2006)
- 2018 – Terminátor Salvation (2009)
- 2029 – Terminátor (1984) a Terminátor 2: Den zúčtování (1991)
- 2032 – Demolition Man (1993)
- 2091 – Prometheus (2012)
- 2103 – Vetřelec: Covenant (2017)
- 2122 – Vetřelec (1979)
- 2154 – Avatar (2009)
- 2179 – Vetřelci (1986) a Vetřelec 3 (1992)
- asi 2199 – Matrix (1999)
- asi 2380 – Vetřelec: Vzkříšení (1997)
- 2484 – Návštěvníci (1983)
- 2505 – Absurdistán (2006)
- asi 2700 – VALL-I (2008)
- 3000 – Futurama (1999)